# Raneburg (Einzelsiedlung, Gemeinde Matrei in Osttirol)
Raneburg ist eine Einzelsiedlung der Gemeinde Matrei in Osttirol. Die Ortschaft liegt im Tauerntal.

## Geographie
Raneburg liegt rund acht Kilometer nördlich des Ortszentrums des Markts Matrei. Die Fraktion befindet sich am linken Ufer des Tauernbaches zwischen dem Bach und der Felbertauernstraße, durch die sie über eine Abzweigung mit dem übrigen Gemeindegebiet verbunden ist. Darüber hinaus besteht am rechtsseitigen Ufer des Tauernbaches eine Verbindung zu den südlich gelegenen Fraktionen Berg und Gruben, die rund zwei bzw. zweieinhalb Kilometer entfernt liegen.

## Bauwerke
In Raneburg besteht eine denkmalgeschützte Hofgruppe, wobei die drei zugehörigen Bauernhöfe teilweise nur mehr temporär bewohnt werden. Zu der Hofgruppe gehören der Bauernhof Lagner (Raneburg Nr. 4), der Bauernhof Unter-Taunterer (Nr. 5) und der Bauernhof Wirtler (Nr. 6). Alle drei Bauernhöfe waren Freistifte des Pfarrwidums von Matrei und sind seit der Mitte des 18. Jahrhunderts belegt, der Bauernhof Wirtler sogar seit dem Anfang des 18. Jahrhunderts.

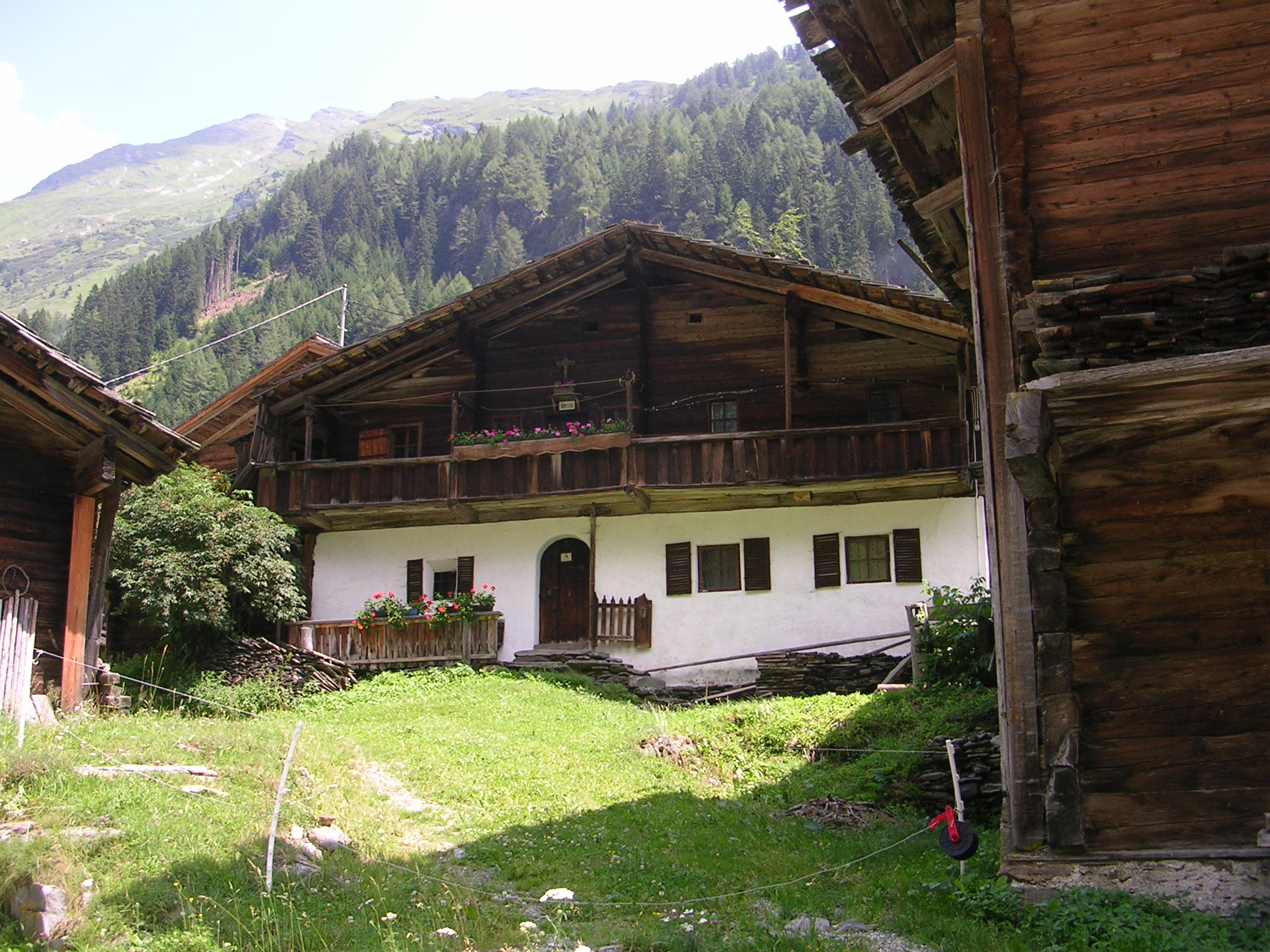
Bauernhof Lagner (Raneburg Nr. 4)

Der Bauernhof Lagner entstand durch die Teilung der Tauntererhube. Bei dem Gebäude selbst handelt es sich um einen im Kern barocken Paarhof mit einem freistehenden Kleintierstall, wobei das zweigeschoßige Wohnhaus mit Mittelflurgrundriss aus dem 18. Jahrhundert stammt. Das Wohngebäude mit ebenerdigem Anbau wurde im 20. Jahrhundert teilweise erneuert und verfügt über ein legschindelgedecktes Blockpfettendach, Obergeschoßsöller und barocke Fassadendetails. Das Wirtschaftsgebäude wurde vermutlich im 19. Jahrhundert geschaffen, der Ziegenstall im 18. Jahrhundert.
Der Bauernhof Unter-Taunterer ist ein typischer Osttiroler Paarhof in der Form der ersten Hälfte des 19. Jahrhunderts. Beim Wohngebäude handelt es sich um einen zweigeschoßigen Bau mit Seitenflurgrundriss unter einem schindelgedeckten Blockpfettendach. Parallel dazu wurde das Wirtschaftsgebäude mit einem schindelgedeckten Pfettendach errichtet. Er stammt mit seinem Bruchsteinfundament und seiner kombinierten Holzbauweise vermutlich aus der ersten Hälfte des 19. Jahrhunderts.
Beim Bauernhof Wirtler handelt es sich im Gegensatz zu den beiden übrigen Höfen um einen quergeteilten Einhof aus der Mitte des 19. Jahrhunderts. Der dreigeschoßige Kantblockbau wurde über einem rechteckigen Grundriss errichtet und mit einem schindelgedeckten Pfettendach ausgestattet.